# André Delelis

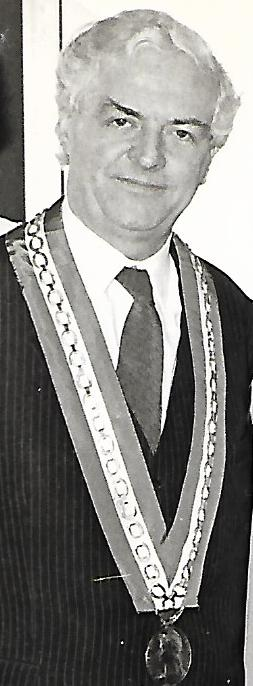
Andre Delelis

André Delelis (* 23. Mai 1924 in Cauchy-à-la-Tour, Département Pas-de-Calais; † 4. September 2012 in Lens, Département Pas-de-Calais) war ein französischer Politiker der Section française de l’Internationale ouvrière (SFIO) sowie später der Parti socialiste (PS), der von 1967 bis 1981 Mitglied der Nationalversammlung, zwischen 1981 und 1983 Minister für Handel und Handwerk sowie von 1983 bis 1992 Mitglied des Senats war.

## Leben

### Berufliche Tätigkeiten und Gewerkschaftsfunktionär
Delelis war der Sohn des Bergarbeiters Eusèbe Delelis, der später Sekretär im Bürgermeisteramt von Cauchy-à-la-Tour sowie aktives Mitglied der Section française de l’Internationale ouvrière (SFIO) war, sowie der Lebensmittelhändlerin Lucienne Flahaut, deren Vater René Flahaut zwischen 1919 und 1929 Bürgermeister von Cauchy-à-la-Tour war. Er besuchte zunächst die Grundschule in Cauchy-à-la-Tour und wurde 1935 als Elfjähriger Mitglied der Jeunesses socialistes, dem Jugendverband der SFIO. Nach Abschluss der Grundschule wechselte er 1936 an das Collège in Auchel. Nach der Befreiung Frankreichs von der deutschen Besatzungsmacht im Zweiten Weltkrieg wurde er Nachfolger seines Vaters als Sekretär im Bürgermeisteramt von Cauchy-à-la-Tour.
1945 trat Delelis dem Gewerkschaftsbund CGT (Confédération générale du travail) als Mitglied bei und wechselte 1947 zu dem daraus entstandenen Confédération générale du travail-Force ouvrière (CGT-FO), die sich der Dominanz der Parti communiste français (PCF) entziehen wollte. In beiden Organisationen bekleidete er die Funktion als örtlicher Gewerkschaftssekretär in Auchel, ehe er von 1948 bis 1955 Sekretär der Gewerkschaft der Mitarbeiter des öffentlichen Dienstes und der Krankenpflege (Fédération Force ouvrière des personnels des services publics et des services de santé) im Département Pas-de-Calais war. 1950 gab er sein Amt als Gemeindesekretär von Cauchy-à-la-Tour auf und wurde Sekretär im Bürgermeisteramt von Lens, ehe er 1952 eine Tätigkeit als Handelsvertreter in La Madeleine aufnahm. Zugleich wurde er 1952 Mitglied im Sekretär des Gewerkschaftsbundes im Département Nord.

### Parteifunktionär und Kommunalpolitiker
Zur gleichen Zeit trat Delelis der Section française de l’Internationale ouvrière (SFIO) als Mitglied bei und war zwischen 1958 und 1965 auch Sekretär der SFIO von Lens. Daneben wurde er 1959 Mitglied der Föderalen Exekutivkommission der SFIO im Département Pas-de-Calais und danach zwischen 1961 und 1981 Mitglied des dortigen Exekutivbüros sowie zugleich von 1961 bis 1972 Zweiter Sekretär der SFIO im Département Pas-de-Calais.
In dieser Zeit begann er auch seine politische Laufbahn in der Kommunalpolitik in Lens, als er im März 1959 auf einer gemeinsamen Liste der SFIO-MRP (Mouvement républicain populaire) zum Mitglied des Gemeinderates sowie zum Vize-Bürgermeister von Lens gewählt wurde. 1962 wurde er darüber hinaus zum Mitglied des Generalrates des Département Pas-de-Calais für das Kanton Lens-Nord-Ouest gewählt, das aus Lens sowie aus Loos-en-Gohelle besteht, und übte diese Funktion bis 1982 aus. Nach dem Tode von Ernest Schaffner wurde Delelis am 21. Dezember 1966 als dessen Nachfolger schließlich zum Bürgermeister von Lens gewählt.

### Mitglied der Nationalversammlung

#### Wahl 1967
Als Nachfolger Schaffners kandidierte Delelis für die Fédération de la gauche démocrate et socialiste (FDGS) bei den Wahlen im März 1967 im 13. Wahlkreis des Département Pas-de-Calais auch erstmals für ein Mandat in der Nationalversammlung, nachdem der Bürgermeister von Loison-sous-Lens, Lucien Harmant, im Oktober 1966 als Huckepack-Kandidat für Schaffner nachgerückt war. Im ersten Wahlgang am 5. März 1967 errang Delelis 15.309 der 39.122 abgegebenen Stimmen, so dass er mit 39,1 Prozent die absolute Mehrheit verfehlte. Im zweiten Wahlgang am 12. März 1967, gewann er 26.551 Stimmen (71,7 Prozent) und konnte sich somit klar gegen den Kandidaten der PCF, den Generalrat und Bürgermeister von Sallaumines, Jules Tell, der 15.187 Stimmen erhielt, sowie gegen den Bewerber der gaullistischen Union des Démocrates pour la Ve République (UDR), Gaston Van Brabant, durchsetzen, der 10.484 Wählerstimmen bekam.
Nach seinem Einzug in das Palais Bourbon wurde Delelis Mitglied der Fraktion der FDGS und zunächst Mitglied des Ausschusses für Kultur, Familien und Soziales (Commission des affaires culturelles, familiales et sociales), ehe er am 4. April 1968 zum Mitglied des Ausschusses für Verfassungsrecht, Gesetzgebung und allgemeine Verwaltung der Republik (Commission des lois constitutionnelles, de la législation et de l'administration générale de la République) nominiert wurde.

#### Wiederwahl 1968
Nach der Auflösung der Nationalversammlung im Zuge der Unruhen vom Mai 1968 kandidierte er wieder in seinem Wahlkreis. Im ersten Wahlgang am 23. Juni 1968 lag er mit 15.157 Stimmen (39,8 Prozent) lag er wiederum vor dem Kandidaten der UDR, Gaston Van Brabant, und dem Kandidaten der PCF, Jules Tell, auf den 11.312 Wählerstimmen entfielen. Tell verzichtete auf eine Kandidatur im zweiten Wahlgang am 30. Juni 1968, so dass Delelis Kandidat der politischen Linke war. In diesem Wahlgang konnte er sich mit 23.612 Stimmen (65,9 Prozent) deutlich gegen Van Brabant durchsetzen, der 12.200 Stimmen (34,1 Prozent) bekam. Sein Huckepack-Kandidat wurde Paul Beaufils, der Bürgermeister von Billy-Montigny.
Im August 1968 gründete Delelis als Bürgermeister von Lens zusammen mit dem sozialistischen Bürgermeister von Liévin, Henri Darras, und dem kommunistischen Bürgermeister von Avion, Léandre Letoquart, den District de Lens-Liévin, ein Gemeindeverbund zur stärkeren Durchsetzung der Interessen dieser Bergbaustädte, dessen Präsident er bis 1998 blieb. Gleichzeitig war er Präsident der Vereinigung der Bergbaustädte (Association des communes minières) sowie Vizepräsident der Vereinigung der Bürgermeister des Département Pas-de-Calais, die ebenfalls beide die sozialen und politischen Auswirkungen nach dem Ende des Kohlebergbaus beschränken wollten und eine wirtschaftliche Neuausrichtung forderten.
In der Nationalversammlung wurde er erneut zunächst Mitglied des Ausschusses für Verfassungsrecht, Gesetzgebung und allgemeine Verwaltung der Republik und danach am 3. April 1969 Mitglied des Industrie- und Handelsausschusses (Commission de la production et des échanges). In der Folgezeit nahm er aktiv an verschiedenen Debatten teil, die sich mit Problemen der Bergbauregionen, den Renten ehemaliger Bergarbeiter, der Entwicklung der Bergbaustädte sowie den Arbeitsschutzbestimmungen in Bergwerken beschäftigten.
Daneben wurde er 1970 wieder zum Mitglied des Generalrates des Département Pas-de-Calais sowie am 14. März 1971 erneut zum Bürgermeister von Lens gewählt. Dabei konnte sich seine Kommunalwahlliste mit 12.419 Stimmen deutlich gegen die Liste der PCF von Marcel Barrois (3.602 Wählerstimmen) und der UDR-Liste von Gaston Van Brabant durchsetzen, auf die nur 1.812 Stimmen entfielen.

#### Wiederwahl 1973
Bei den darauf folgenden Wahlen wurde Delelis bereits im ersten Wahlgang am 4. März 1973 mit 20.378 der 39.954 abgegebenen Stimmen gewählt, so dass er eine knappe absolute Mehrheit von 51 Prozent erhielt. Er lag damit deutlich vor dem Kommunisten Jules Tell (11.159 Stimmen), Raoul Lamand von der Union des Républicains de progrès  (URP), auf den 5.708 Wählerstimmen entfielen, Jacques Lallart von der Mouvement réformateur (MR) mit 1.947 Stimmen, sowie Jean Cauchefer von der trotzkistischen Lutte ouvrière (LO), der allerdings nur 762 Wählerstimmen bekam. Zugleich war er Mitglied des Regionalrates der Region Nord-Pas-de-Calais und in diesem sowohl Sekretär sowie Vorsitzender der PS-Fraktion.
Nach seinem Wiedereinzug in das Palais Bourbon, dem Sitz der Nationalversammlung, wurde er wieder Mitglied des Ausschusses für Industrie und Handel sowie am 28. Juni 1974 auch Mitglied einer Enquete-Kommission zur Untersuchung der Geschäftspraktiken der Mineralölunternehmen in Frankreich. Daneben befasste er sich in Anfragen unter anderem mit der Situation in der Arbeiter der Textilindustrie, aber auch mit dem Streik der Bergarbeiter in Courrières. Eine weitere Anfrage, in der die Notwendigkeit der Restrukturierung der Bergbauregionen gefordert wurde, führte am 12. April 1977 zur Änderung des Bergbaugesetzes (Code minier). In grundsätzlichen politischen Fragen stimmte er mit seiner Fraktion gegen die Regierungserklärungen der Premierminister Pierre Messmer, Jacques Chirac und Raymond Barre. In der Europapolitik stimmte er am 21. Juni 1977 für die Wahl der Mitglieder des Europäischen Parlaments durch allgemeine Wahlen, die damit den Weg für die Europawahl 1979 bereiteten.
Delelis unterstützte die Kandidatur von François Mitterrand bei der Präsidentschaftswahl in Frankreich 1974 und wurde im Februar 1975 auf dem Parteitag der Parti socialiste in Pau zum Mitglied des Vorstands der PS gewählt und 1976 auch wieder Mitglied des Generalrates des Département Pas-de-Calais. 1977 lehnte er aus der Tradition des Kampfes gegen die PCF in den Bergbauregionen eine gemeinsame Liste einer Union der Linken mit den Kommunisten ab. Er selbst wurde als Bürgermeister von Lens in seinem Amt bestätigt, legte allerdings seine Mitgliedschaft im PS-Vorstand nieder, da man dort seine ablehnende Haltung zum Bündnis mit der PCF kritisierte.

#### Wiederwahl 1978
Bei den Wahlen zur Nationalversammlung gelang es Delelis zwar nicht im ersten Wahlgang am 12. März 1978 gewählt zu werden, allerdings gewann er im zweiten Wahlgang am 19. März 1978 mit 32.011 Stimmen eine absolute Mehrheit von 72,7 Prozent und damit 12.000 Stimmen mehr als im ersten Wahlgang. Er profitierte dabei abermals vom Verzicht des Bewerbers der PCF, Jules Tell, der im ersten Wahlgang 13.765 Stimmen bekommen hatte. Dadurch konnte er sich deutlich gegen seinen Gegenkandidaten von der Rassemblement pour la République (RPR), Jean-René Le Reste, durchsetzen, auf den im zweiten Wahlgang 12.025 Stimmen (27,3 Prozent) entfielen.
Im Anschluss wurde er wieder Mitglied des Ausschusses für Industrie und Handel, ehe er im Mai 1980 Mitglied des Ausschusses für nationale Verteidigung und die Streitkräfte (Commission de la défense nationale et des forces armées) wurde. In dieser fünften Legislaturperiode trat er wieder für die Entwicklung der Bergbauregionen ein und die Bergbauindustrie ein. Außerdem kritisierte er die langsame Entwicklung des Krankenhausbestandes in der Region Nord-Pas-de-Calais. Darüber hinaus stimmte er weitgehend weiter gegen die Regierung von Premierminister Raymond Barre wie zum Beispiel am 18. Dezember 1980 gegen den von Justizminister Alain Peyrefitte vorgelegten Entwurf zum Sicherheits- und Freiheitsgesetz. 
Auf dem Parteitag der PS im April 1979 unterstützte Delelis die Allianz zwischen François Mitterrand und Michel Rocard sowie Pierre Mauroy.

### Minister für Handel und Handwerk 1981 bis 1983

Premierminister Pierre Mauroy berief Delelis 1981 zum Minister für Handel und Handwerk in dessen Regierung

Nach dem Sieg Mitterrands bei der Präsidentschaftswahl am 10. Mai 1981 wurde Delelis von Premierminister Mauroy am 21. Mai 1981 zum Minister für Handel und Handwerk (Ministre du Commerce et de l’Artisanat) in dessen erstes Kabinett berufen. Im März 1982 forderte Philippe Séguin den Rücktritt des Ministers.
Bei den darauf folgenden Wahlen vom 14. Juni 1981 wurde er bereits im ersten Wahlgang mit einer absoluten Mehrheit von 22.160 Stimmen (55,7 Prozent) wieder zum Mitglied der Nationalversammlung gewählt. Damit konnte er sich deutlich gegen den PCF-Kandidaten Jules Tell durchsetzen, auf den 9.421 Wählerstimmen (23,7 Prozent) entfielen, sowie Maurice Chevalier durchsetzen, der als gemeinsamer Kandidat von RPR und Union pour la démocratie française (UDF) 7.374 Stimmen (18,6 Prozent) bekam.
Nachdem Mauroy ihn am 22. Juni 1981 zum Minister für Handel und Handwerk auch in sein zweites Kabinett berief, legte er am 24. Juli 1981 aufgrund Art. 23 der Französischen Verfassung von 1958 sein Mandat in der Nationalversammlung nieder, das im Anschluss von seinem Nachrück-Kandidaten Jean-Claude Bois eingenommen wurde, der auch sein Stellvertreter als Vize-Bürgermeister von Lens war.
1982 legte Delelis einen Gesetzesentwurf zur Förderung von Ehegatten von Handwerkern und Händlern in Familienbetrieben vor, das am 10. Juli 1982 angenommen wurde. Dieses Gesetz zielte auf die Stärkung und Entwicklung der Mitarbeit von Ehegatten in Familienbetrieben, aber auch deren Einkommen und Rechte ab, indem die Rechte der Unternehmen und die soziale Absicherung der beiden Ehepartner gefördert wurden. Zugleich legte er einen weiteren Gesetzesentwurf zur beruflichen Bildung in Handwerksbetrieben vor, der am 23. Dezember 1982 angenommen wurde. Dieser Gesetzesentwurf führte für die Inhaber von Handwerksbetrieben die Verpflichtung ein, vor der Betriebsübernahme entsprechende Kurse zu besuchen, und modifizierte ferner die Finanzierungsregeln für die weitergehende Fortbildung durch eine feste Gebühr für die Handwerkskammern. Die Einführung von Versicherungsfonds dienten in erster Linie der Finanzierung der Fortbildungsmaßnahmen zur Förderung der Handwerker, ihrer unbezahlten Ehepartner sowie ihrer anderen Familienangehörigen.
Während dieser Zeit empfing Delelis in seiner Funktion als Bürgermeister von Lens im Oktober 1981 den Vorsitzenden der polnischen Gewerkschaft Solidarność, Lech Wałęsa. Bei den Kommunalwahlen vom 22. März 1983 war er Spitzenkandidat einer sozialistischen Liste, die gegen eine von Marcel Barrois geführte Liste der linken Union aus Kommunisten und der radikalen Linken sowie eine Liste der vereinigten Opposition antrat. Die Liste Delelis gewann dabei 31 der 39 Sitze im Gemeinderat von Lens.
Delelis schied als Minister für Handel und Handwerk bei der Bildung der dritten Regierung Mauroy am 22. März 1983 aus dem Kabinett aus und wurde daraufhin als Minister durch Michel Crépeau abgelöst.

### Senator
Am 25. September 1983 wurde André Delelis für die Parti socialiste im Département Pas-de-Calais erstmals zum Mitglied des Senats gewählt. Nach seinem Einzug in das Palais du Luxembourg wurde er Mitglied des Senatsausschusses für Auswärtige Angelegenheiten, Verteidigung und Streitkräfte (Commission des affaires étrangères, de la défense et des forces armées).
Daneben befasste er sich aber auch mit anderen Themen und stellte beispielsweise Anfragen zu den Treibstoffpreisen (1983), zum Stellenabbau beim staatlichen SteinkohleKonzern Charbonnages de France (1984), zu den Strafen gegen einen Berufsverband der Friseure (1985) oder auch zur Situation im Berufsfußball (1987), dem er durch seine Unterstützung des RC Lens bei der Übernahme des Stade Bollaert 1976 durch die Stadt Lens verbunden war, nachdem die Bergwerksgesellschaft die finanzielle Unterstützung nicht mehr gewährleisten konnte. Seine anderen Interventionen im Senat betrafen die Situation in den Bergbaugebiet von Nordfrankreich und der Bergarbeiter. 
Er unterstützte im Wesentlichen die Politik der sozialistischen Regierungen von Pierre Mauroy, Laurent Fabius und Michel Rocard, obwohl diese im Januar 1990 beschlossen hatte, dass die Zuständigkeit der gewählten Vertreter in den Bergwerksgesellschaften einer Wirtschaftsgesellschaft für die Bergbaugebiete zu übergeben. Im Februar 1991 zog er seine Kandidatur für den Vorsitz der Planungsgesellschaft für die Bergbaukommunen SACOMI (Société d’aménagement des communes minières) zugunsten des Mitglieds der Nationalversammlung und Bürgermeisters von Liévin, Jean-Pierre Kucheida, zurück, wodurch die langjährigen Differenzen zwischen den beiden Politikern beendet wurden. Letztlich kam es jedoch zu Meinungsverschiedenheiten zwischen ihm und der zentralen Parteiführung, so dass er 1991 aus der Parti socialiste austrat und auf eine erneute Kandidatur bei den Senatswahlen im September 1992 verzichtete. 

### Letzte Lebensjahre

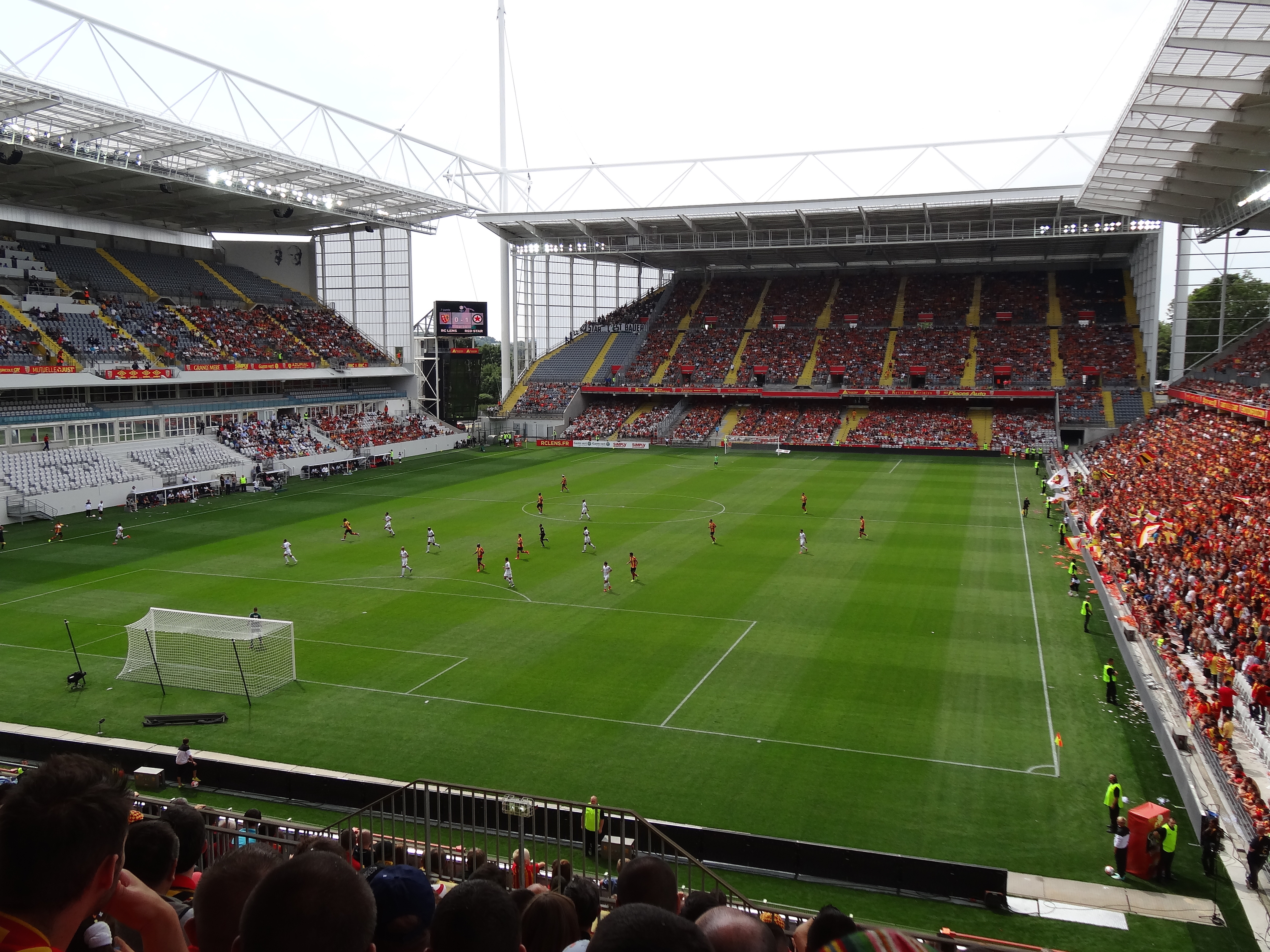
Das Stade Bollaert in Lens wurde nach seinem Tode ihm zu Ehren am 12. September 2012 in Stade Bollaert-Delelis umbenannt

Als Bürgermeister unterstützte er maßgeblich die Modernisierung des Stade Bollaert, das für die Fußball-Weltmeisterschaft 1998 und die Rugby-Weltmeisterschaft 1999 wurde das Stadion komplett renoviert, dabei wurde die Kapazität von ehemals fast 50.000 Plätzen auf 41.800 Plätze reduziert. Das Stadion verfügt seither ausschließlich über Sitzplätze. Mittlerweile wurde durch den Bau von exklusiven Logen und verbesserter Sicherheitsstandards die Anzahl der Plätze auf 41.233 beschränkt. Bemerkenswert ist dabei, dass die Stadt Lens selbst lediglich zirka 37.000 Einwohner hat.
Im Oktober 1998 legte Delelis sein Amt als Bürgermeister von Lens zugunsten des bisherigen Vize-Bürgermeisters für Kultur und Jugend, Guy Declourt, nieder und trat auch als Präsident des  District de Lens-Liévin zurück. 
Am 4. September 2012 verstarb Delelis im Alter von 88 Jahren in Lens, deren Bürgermeister er 32 Jahre lang war und deren Interessen er 23 Jahre als Mitglied der Nationalversammlung sowie Senator vertrat. 
Acht Tage nach seinem Tode wurde ihm zu Ehren das Stade Bollaert in Stade Bollaert-Delelis umbenannt.
Aus seiner am 1. Mai 1944 mit Suzanne Soupart geschlossenen Ehe gingen die vier Töchter Annie, Danielle, Pascale und Dominique Delelis hervor.

## Veröffentlichungen
- Interventions: André Delelis, 1973

## Hintergrundliteratur
- Bernard Ménager: Guy Mollet: un camarade en république. 1987, ISBN 2-85939-335-8, S. III u. a. (eingeschränkte Vorschau in der Google-Buchsuche).
- Bernard Ménager: Atlas électoral Nord, Pas-de-Calais: 1973-1992. 1993, ISBN 2-85939-423-0 (eingeschränkte Vorschau in der Google-Buchsuche).